# Yostin Salinas
Yostin Jafet Salinas Phillips (Limón, Costa Rica, 14 de septiembre de 1998) es un futbolista costarricense que se desempeña como lateral derecho en el Sporting F.C de la Primera División de Costa Rica.

## Trayectoria

### Inicios
Yostin Salinas nació el 14 de septiembre de 1998 en Limón. Creció en el sector de Bananito y desde pequeño se interesó en el fútbol, tras coleccionar balones de este deporte. Se caracteriza por tener buena llegada por la banda derecha, su velocidad y actitud para afrontar los partidos. Salinas se formó en las categorías inferiores del conjunto limonense, y poco después ganó su ascenso al plantel principal.

### Limón F. C.
El jugador fue llevado al equipo de Primera División para afrontar el Campeonato de Invierno 2015. Bajo la dirección técnica de Horacio Esquivel, Yostin logró debutar, con tan solo 16 años, el 9 de agosto, en la jornada 2 contra la Universidad de Costa Rica, en el Estadio Ecológico. En esa oportunidad, entró como variante por Alvin Bennett al minuto 90', y su equipo triunfó con marcador de 0-1. El 16 de agosto, fue titular por primera vez y vio acción por 62' en el empate sin anotaciones frente a Liberia. Al término de las 22 jornadas, su conjunto avanzó a la etapa eliminatoria después de acabar en el cuarto puesto de la tabla de posiciones. Yostin no fue parte de la semifinal de ida ante Alajuelense, el 13 de diciembre en el Estadio Juan Gobán, donde el resultado culminó en igualdad de 0-0. Tres días después estuvo los 90 minutos en la derrota de 3-0, por lo que su grupo quedó eliminado.
Su debut en el Campeonato de Verano 2016 se llevó a cabo el 24 de enero. En condición de local, los limonenses enfrentaron a la Universidad de Costa Rica y el empate de 1-1 definió el partido. Por otra parte, Salinas estuvo por 50 minutos y salió como reemplazo por Félix Torres. En total contabilizó 14 participaciones y su club se ubicó en el décimo lugar con 21 puntos.
Para el Campeonato de Invierno 2016, el futbolista participó en 9 compromisos, de los cuales alcanzó una tarjeta amarilla y fue expulsado una vez. Por otro lado, el conjunto de Limón finalizó en el sexto puesto con 31 puntos.

### Deportivo Saprissa
El 20 de diciembre de 2016, el Deportivo Saprissa anunció, mediante un comunicado de prensa, la incorporación de Salinas en el equipo morado. El futbolista firmó el contrato por un periodo de tres años. Para el inicio del Campeonato de Verano 2017 que se llevó a cabo el 8 de enero, el equipo saprissista tuvo la visita al Estadio Carlos Ugalde, donde enfrentó a San Carlos. Por su parte, Yostin Salinas debutó oficialmente con la dorsal «2», recibió tarjeta amarilla al minuto 2', dos después fue amonestado y por consiguiente la expulsión, mientras que el marcador fue con derrota de 1-0. La reanudación de la Liga de Campeones de la Concacaf, en la etapa de ida de los cuartos de final, tuvo lugar el 21 de febrero, fecha en la que su club recibió al Pachuca de México en el Estadio Ricardo Saprissa. El lateral quedó descartado de la lista de convocados y el trámite del encuentro se consumió en empate sin anotaciones. El 28 de febrero fue el partido de vuelta del torneo continental, en el Estadio Hidalgo. Las cifras finales fueron de 4-0 a favor de los Tuzos. El jugador reapareció como titular, tras 70 días de ausencia en las convocatorias del entrenador Carlos Watson, en el partido de local contra el Herediano. En esa ocasión ocupó la demarcación de defensor central y sus compañeros Heiner Mora y Randy Chirino anotaron para la victoria de 2-0. El 12 de abril, en el áspero partido contra Pérez Zeledón en el Estadio Ricardo Saprissa, su club estuvo por debajo en el marcador por el gol del adversario en tan solo cuatro minutos después de haber iniciado el segundo tiempo. El bloque defensivo de los generaleños le cerró los espacios a los morados para desplegar el sistema ofensivo del entrenador Carlos Watson, pero al minuto 85', su compañero Daniel Colindres brindó un pase filtrado al uruguayo Fabrizio Ronchetti para que este definiera con un remate de pierna izquierda. Poco antes de finalizada la etapa complementaria, el defensor Dave Myrie hizo el gol de la victoria 2-1. Con este resultado, los saprissistas aseguraron el liderato del torneo a falta de un compromiso de la fase de clasificación. A causa de la derrota 1-2 de local ante el Santos de Guápiles, su equipo alcanzó el tercer puesto de la cuadrangular y por lo tanto quedó instaurado en la última instancia al no haber obtenido nuevamente el primer sitio. El 17 de mayo se desarrolló el juego de ida de la final contra el Herediano, en el Estadio Rosabal Cordero. El defensa no vio acción en la pérdida de 3-0. En el partido de vuelta del 21 de mayo en el Estadio Ricardo Saprissa, los acontecimientos que liquidaron el torneo fueron de fracaso con números de 0-2 a favor de los oponentes, y un agregado de 0-5 en la serie global.
El comienzo de su conjunto en el Torneo de Apertura 2017 se produjo el 30 de julio como local en el Estadio "Fello" Meza de Cartago contra Carmelita. Por otro lado, el jugador permaneció en la suplencia y el marcador culminó en victoria con cifras de 4-2. Debutó de manera formal el 13 de agosto en la visita a Limón, como titular durante la primera mitad, ya que en el segundo tiempo sería reemplazado por Christian Martínez. Los saprissistas avanzaron a la cuadrangular en el segundo sitio con 43 puntos, y al cierre de la misma, el conjunto tibaseño quedó sin posibilidades de optar por el título. Salinas finalizó el campeonato con catorce presencias y dio solamente una asistencia.
Con miras al Torneo de Clausura 2018, su equipo cambió de entrenador debido al retiro de Carlos Watson, siendo Vladimir Quesada —quien fuera el asistente la campaña anterior— el nuevo estratega. Salinas quedó fuera de convocatoria en la primera fecha del 7 de enero ante Liberia, la cual se desarrolló como visitante en el Estadio Edgardo Baltodano. Los morados triunfaron por 0-3. Hizo su debut el 24 de enero, como titular en la totalidad de los minutos contra Grecia (empate 2-2). En la final de ida del 15 de mayo contra el Herediano en el Estadio Rosabal Cordero, Salinas marcó su primer gol en la máxima división al minuto 79', mediante un remate desde el borde del área con la pierna izquierda para salvar a su equipo de la inminente derrota, de esta manera logrando el empate 1-1 definitivo. El 20 de mayo se proclama campeón del torneo con su club tras vencer a los florenses en la tanda de penales. El defensor tuvo dieciséis participaciones con un gol y dos asistencias.
Debuta en el Torneo de Apertura 2018 el 12 de agosto por la cuarta fecha contra el Herediano, juego en el que entró de cambio al minuto 59' por Christian Bolaños en la victoria por 1-0 de local. Concluyó el certamen con diecisiete apariciones.
Afronta su primer partido del Torneo de Clausura 2019 el 13 de enero, en el empate de local a dos goles contra Limón.
Empezó la campaña del Torneo de Apertura 2019 a partir de la segunda fecha contra Pérez Zeledón (victoria 3-0), en la que formó parte de la suplencia y entró de cambio al minuto 76' por Ricardo Blanco. El 26 de noviembre se proclama campeón de Liga Concacaf, tras vencer en la final al Motagua de Honduras.
Debuta en el Torneo de Clausura 2020 el 29 de enero, en el juego que enfrentó al Santos de Guápiles en condición de local. Salinas entró en la alineación titular pero fue sustituido al minuto 72' por Byron Bonilla. El 29 de junio alcanzó el título nacional con Saprissa, luego de superar la serie final del campeonato sobre Alajuelense. El jugador obtuvo cuatro apariciones.

### Sporting F. C.
El 8 de julio de 2020, Salinas fue presentado en el Sporting, equipo recién ascendido a la máxima categoría, donde estuvo toda la temporada a préstamo hasta su conclusión en mayo de 2021.

### Deportivo Saprissa
El 22 de junio de 2021, Salinas se integra a la pretemporada del Deportivo Saprissa luego de su estancia a préstamo la campaña anterior con el Sporting Football Club.
El 23 de diciembre de 2021, el equipo anunció la salida de Salinas basándose en su rendimiento obtenido en el Torneo de Apertura.

### Sporting F. C.
El día 24 de diciembre de 2021 regresaría al conjunto liberto después de su salida del Deportivo Saprissa, y sería presentado hasta el 4 de enero de 2022 en conferencia de prensa como nuevo refuerzo del equipo liberto.

## Selección costarricense

### Categorías inferiores
El entrenador Frank Carrillo, de la Selección Sub-15 de Costa Rica, dio el 15 de junio de 2012 la lista de convocados para llevar a cabo la realización de la Copa México de Naciones. En su nómina destacó el llamado de Salinas. El 18 de junio fue el primer encuentro ante el combinado juvenil de Colombia, donde el marcador concluyó en derrota con cifras de goleada 7-0. El segundo compromiso se desarrolló al siguiente día, siendo el rival Estados Unidos. El resultado fue de pérdida de 1-3. El último juego acabó en derrota de 4-1, contra España. Por lo tanto, su país quedó en el último lugar de la tabla del grupo B sin sumar puntos.

#### Premundial Sub-17 de 2015
La selección de Costa Rica fue sorteada en el grupo B del Campeonato de la Concacaf, junto con Santa Lucía, Canadá, Haití, Panamá y México. Esta competición se realizó en territorio hondureño. Por otro lado, su país obtuvo tres triunfos, un empate y una derrota, para colocarse en la tercera posición con 10 puntos, y asimismo un puesto para el repechaje. En la segunda fase disputada el 15 de marzo, enfrentaron de nuevo a los canadienses, y el marcador con cifras de 3-0 favoreció a los costarricenses para la clasificación al mundial.

#### Mundial Sub-17 de 2015
El director técnico de la selección Marcelo Herrera, dio la lista de convocados para el Campeonato Mundial de 2015, desarrollado en Chile. Anteriormente, su país enfrentó partidos amistosos contra conjuntos argentinos y el 6 de agosto se dio a conocer que estaría en el grupo E. El primer encuentro se realizó el 19 de octubre en el Estadio Municipal de Concepción frente a Sudáfrica; sus compañeros Kevin Masis y Andy Reyes anotaron para el triunfo de 2-1, mientras que Yostin esperó desde la suplencia. Tres días después, su país tuvo el segundo cotejo contra Rusia en el mismo escenario deportivo; el empate a un gol prevaleció hasta el final. El 25 de octubre fue el último partido de la fase de grupos ante Corea del Norte en el Estadio Regional de Chinquihue; el marcador fue con derrota de 1-2. Según los resultados obtenidos en esta etapa, su país alcanzó el segundo lugar con 4 puntos y con esto, el pase a la ronda eliminatoria. El 29 de octubre se efectuó el juego de los octavos de final de la competencia, donde su selección enfrentó a Francia. Salinas apareció por primera vez como titular y la igualdad sin anotaciones provocó que esta serie se llevara a los lanzamientos desde el punto de penal, en los cuales el 3-5 favoreció a los costarricenses, y logrando así su primera clasificación a cuartos de final desde que se estableció el actual formato. El 2 de noviembre se llevó a cabo el encuentro contra Bélgica, en el que su combinado perdió con marcador de 1-0, quedando eliminado. El jugador entró como relevo al minuto 57' por Ian Smith.
| Mundial                     | Sede  | Resultado        |
| --------------------------- | ----- | ---------------- |
| Copa Mundial Sub-17 de 2015 | Chile | Cuartos de final |

Desde el 19 de enero de 2016, el lateral derecho fue considerado en la nómina del director técnico Marcelo Herrera, para disputar una serie de amistosos con la Selección Sub-20 en España. El 21 de marzo fue el primer encuentro ante el Marbella F.C. en el Estadio José Burgos. El futbolista quedó de suplente en la victoria de 5-0, con goles de sus compañeros Ariel Zapata, John Lara, Marvin Loría y Jimmy Marín, quien hizo doblete. Dos días después, los costarricenses efectuaron su segundo compromiso, teniendo como adversario el combinado de Catar en el Estadio La Cala en Málaga. El jugador apareció como titular en la derrota de 2-0. El 24 de marzo se desarrolló el tercer cotejo frente al Estepona, partido en el cual salió en el once inicial, mientras que su conjunto triunfó con marcador de 2-0. Tres días posteriores, su selección finiquitó con una pérdida de 1-0 contra el Þróttur Reykjavík de Islandia. El 28 de marzo fue el último juego, en la goleada de 6-1 sobre el filial del Málaga. Los dobletes de Marvin Loría y de Shuander Zúñiga, sumado a las otras anotaciones de Flavio Fonseca y Kevin Masís, fueron los que marcaron la diferencia en el resultado. Con esto los Ticos finalizaron su preparación en territorio español.
El 3 de mayo de 2016, Salinas fue partícipe en la derrota 1-3 de su país frente a Honduras, en el Complejo Deportivo Fedefutbol-Plycem. Dos días después fue el segundo compromiso, de nuevo contra los hondureños. El futbolista no fue tomado en consideración y el resultado fue de igualdad a dos tantos.
El defensor fue llamado por el entrenador Marcelo Herrera para la incorporación a los entrenamientos con la Selección Sub-20 de Costa Rica. Su combinado posteriormente viajó a Valencia, España, para la edición XXXIII del Torneo Internacional COTIF. Yostin Salinas debutó como titular, en el partido de inauguración de la competencia, el 24 de julio de 2016 contra el conjunto de México. Las dos escuadras de la misma confederación mostraron conservadurismo en su juego, lo que influyó en el marcador para que terminara empatado sin anotaciones. Tres días después, su país tenía como rival a Marruecos. Sin embargo, por incomparecencia de los marroquíes, estos debieron retirarse del evento deportivo y el reglamento favoreció a los costarricenses en otorgarles la victoria de 3-0. Como reposición del juego, la Tricolor tuvo como adversario al colegio Salesiano Don Bosco de Valencia en un enfrentamiento de carácter amistoso. Sus compañeros Luis Hernández y Gerson Torres marcaron la ventaja para el triunfo de 2-0. En el tercer encuentro realizado el 30 de julio, su selección hizo frente a Argentina. Yostin tuvo participación por 31 minutos y el resultado finalizó en pérdida de 1-0. El último cotejo se disputó el 1 de agosto contra Catar, donde los desaciertos en los pases de los dos países repercutieron en el buen accionar del partido. Salinas en esta ocasión fue titular los 90 minutos. No obstante, una nueva pérdida de 2-0 dejó a los costarricenses fuera de la zona de semifinales, tras obtener la ubicación en el cuarto puesto del grupo B con 4 puntos. Una vez terminada la competencia, los seleccionados viajaron a Madrid y entrenaron en el Complejo Deportivo Valdebebas, campo de concentración del equipo Real Madrid. Fueron recibidos por el guardameta Keylor Navas y tuvieron dos amistosos ante el Deni FC de Alicante y Venezuela, juegos que concluyeron con victoria de 2-1 y derrota de 1-0, respectivamente.
El 11 de agosto de 2016, el futbolista fue tomado en consideración para la gira en el continente asiático. En el fogueo internacional contra el combinado de Japón, Salinas quedó en el banquillo y el resultado fue de 1-0 a favor de los costarricenses, con gol de su compañero Brayan Rojas al minuto 14'. Un día después se desarrolló el segundo partido, ante Eslovaquia en el Shizuoka Ashitaka Athletic Stadium, de territorio japonés. En esta oportunidad el jugador fue titular y su conjunto perdió con cifras de 2-0. El lateral volvió a formar parte de la suplencia, en el último cotejo desarrollado el 14 de agosto en el Estadio Ecopa frente a la escuadra de Japón, con la particularidad de su rival al poseer seleccionados de la ciudad de Shizuoka. No obstante, su país registró una nueva derrota, con marcador de 1-0.
El 19 de diciembre de 2016, Salinas entró en la convocatoria para el amistoso ante Estados Unidos, de local en el Complejo Deportivo Fedefútbol-Plycem. En el partido apareció como titular con la dorsal «19», y estuvo los 90 minutos en la igualada sin anotaciones.
La primera convocatoria del combinado Sub-20 de su nación tuvo lugar el 30 de enero de 2017, en la cual se dio a conocer la nómina de 30 jugadores de cara a los encuentros amistosos en territorio hondureño. En el selecto grupo apareció el llamado de Yostin Salinas. El primer encuentro se realizó el día siguiente en el Estadio Carlos Miranda de Comayagua, donde su país enfrentó al conjunto de Honduras. En esa oportunidad, el defensor fue titular y el resultado acabó en derrota de 3-2. El 3 de febrero fue el segundo compromiso, de nuevo contra los catrachos en el mismo escenario deportivo. A diferencia del juego anterior, Salinas permaneció en el banquillo y el marcador definió la pérdida de 2-0.

#### Premundial Sub-20 de 2017
El representativo costarricense Sub-20, para el Campeonato de la Concacaf de 2017, se definió oficialmente el 10 de febrero. En la lista de convocados que dio el director técnico Marcelo Herrera se incluyó al defensor. El primer partido fue el 19 de febrero en el Estadio Ricardo Saprissa, donde su combinado enfrentó a El Salvador. En esta oportunidad, Salinas fue titular con la dorsal «19», mientras que el resultado concluyó con la derrota inesperada de 0-1. La primera victoria de su país fue obtenida tres días después en el Estadio Nacional, con marcador de 1-0 sobre Trinidad y Tobago, y el anotador fue su compañero Randall Leal por medio de un tiro libre. El 25 de febrero, en el mismo escenario deportivo, la escuadra costarricense selló la clasificación a la siguiente ronda como segundo lugar tras vencer con cifras de 2-1 a Bermudas. El 1 de marzo, su conjunto perdió 2-1 contra Honduras, y dos días después empató a un tanto frente a Panamá. Con este rendimiento, la selección de Costa Rica quedó en el segundo puesto con solo un punto, el cual fue suficiente para el avance a la Copa Mundial que tomaría lugar en Corea del Sur. Estadísticamente, el lateral acumuló 275 minutos, disputó cuatro juegos y en una vez quedó en la suplencia.

#### Mundial Sub-20 de 2017
Durante la conferencia de prensa dada por el entrenador Marcelo Herrera, el 28 de abril, se hizo oficial el anuncio de los 21 futbolistas que tuvieron participación en la Copa Mundial Sub-20 de 2017 con sede en Corea del Sur. En la lista apareció el defensa Yostin Salinas, siendo este su segundo torneo del mundo después de su actuación con la Sub-17 en 2015.
Previo al certamen, su nación realizó encuentros amistosos en territorio surcoreano. El primero de ellos se efectuó el 9 de mayo contra Arabia Saudita en el Estadio Uijeongbu, donde Salinas apareció en el once inicial y los goles de sus compañeros Jonathan Martínez y Jimmy Marín fueron fundamentales en la victoria con cifras de 2-0. En el mismo escenario deportivo tuvo lugar el segundo cotejo, dos días después, de nuevo frente a los sauditas. En esta oportunidad, el defensa quedó en la suplencia y su conjunto volvió a ganar, de manera ajustada 1-0 con anotación de Jostin Daly. El último fogueo fue el 15 de mayo ante Sudáfrica en el Eden Complex. El zaguero regresó a su posición, salió de relevo por Pablo Arboine y concretó un tanto de cabeza al minuto 9' en la derrota de 1-2.
El compromiso que dio inicio con la competición para su país fue ejecutado el 21 de mayo en el Estadio Mundialista de Jeju, donde tuvo como contrincante a Irán. El defensa completó la totalidad de los minutos en la derrota inesperada de 1-0. En el mismo recinto deportivo se disputó el segundo juego contra Portugal, esto tres días después. Aunque su escuadra empezó con un marcador adverso, su compañero Jimmy Marín logró igualar las cifras, mediante un penal, para el empate definitivo a un tanto. La primera victoria para su grupo fue el 27 de mayo ante Zambia en el Estadio de Cheonan, de manera ajustada con resultado de 1-0 cuyo anotador fue Jostin Daly. El rendimiento mostrado por los costarricenses les permitió avanzar a la siguiente fase como mejor tercero del grupo C con cuatro puntos. El 31 de mayo fue el partido de los octavos de final frente a Inglaterra, en el Estadio Mundialista de Jeonju. Para este cotejo, su nación se vería superada con cifras de 2-1, insuficientes para trascender a la otra instancia. Por otra parte, el zaguero contabilizó 234 minutos de acción en tres apariciones.
| Mundial                     | Sede          | Resultado        |
| --------------------------- | ------------- | ---------------- |
| Copa Mundial Sub-20 de 2017 | Corea del Sur | Octavos de final |

#### Juegos Centroamericanos y del Caribe 2018
El 6 de julio de 2018, se anunció el llamado de la selección Sub-21 dirigida por Marcelo Herrera para conformar la nómina que le haría frente al torneo de fútbol de los Juegos Centroamericanos y del Caribe, lista en la cual Salinas quedó dentro del selecto grupo. Realizó su debut el 20 de julio en el Estadio Romelio Martínez de Barranquilla contra el anfitrión Colombia, donde alcanzó la totalidad de los minutos en la derrota por 1-0. Dos días después pero en el mismo escenario deportivo, Salinas aguardaría desde la suplencia mientras que su escuadra sumó la primera victoria de 3-2 sobre Trinidad y Tobago. Tras el nuevo revés dado el 24 de julio ante Honduras con marcador de 1-2, su selección quedó eliminada en fase de grupos y ocupó el tercer lugar de la tabla.
| Juegos                                    | Sede     | Resultado      |
| ----------------------------------------- | -------- | -------------- |
| Juegos Centroamericanos y del Caribe 2018 | Colombia | Fase de grupos |

El 15 de julio de 2019, Salinas fue convocado por Douglas Sequeira en la selección Sub-23 para jugar la eliminatoria al Preolímpico de Concacaf. Dos días después fue su debut frente a Guatemala en el Estadio Doroteo Guamuch Flores, donde el futbolista apareció como titular con la dorsal «2» y el resultado se consumió en victoria por 0-3. A pesar de la derrota dada el 21 de julio por 0-2 en la vuelta en el Estadio Morera Soto, su combinado logró clasificarse al torneo continental.

### Selección absoluta
El 8 de noviembre de 2018, Salinas entró en la lista de la selección absoluta de su país, dirigida por el entrenador interino Ronald González para efectuar los últimos partidos amistosos del año. Realizó su debut como internacional el 16 de noviembre, en el compromiso de visita en el Estadio El Teniente contra Chile. El defensor ingresó de relevo al minuto 87' por Ian Smith y el marcador terminó en victoria por 2-3. Cuatro días después, se desempeñó por primera vez como titular en su demarcación, en la totalidad de los minutos en el triunfo con el mismo resultado sobre Perú.
El 18 de enero de 2019, es convocado por el entrenador Gustavo Matosas en su nueva gestión al frente del combinado. El 2 de febrero se llevó a cabo el partido en fecha no FIFA contra Estados Unidos en el Avaya Stadium, en el que Salinas permaneció en el banco de suplentes y su combinado perdió con marcador de 2-0.

## Clubes
| Club               | País       | Año         |
| ------------------ | ---------- | ----------- |
| Limón F. C.        | Costa Rica | 2015 - 2016 |
| Deportivo Saprissa | Costa Rica | 2017 - 2020 |
| Sporting F. C.     | Costa Rica | 2020 - 2021 |
| Deportivo Saprissa | Costa Rica | 2021        |
| Sporting F. C.     | Costa Rica | 2022 - Act  |

## Palmarés

### Títulos nacionales
| Título                         | Club               | País       | Año  |
| ------------------------------ | ------------------ | ---------- | ---- |
| Primera División de Costa Rica | Deportivo Saprissa | Costa Rica | 2018 |
| Primera División de Costa Rica | Deportivo Saprissa | Costa Rica | 2020 |
| Supercopa de Costa Rica        | Deportivo Saprissa | Costa Rica | 2021 |

### Títulos internacionales
| Título        | Club               | Lugar    | Año  |
| ------------- | ------------------ | -------- | ---- |
| Liga Concacaf | Deportivo Saprissa | Honduras | 2019 |